# زي عربي

الزي الحجازي العربي.

الزي العربي هو مجموعة من الألبسة التقليدية التي يرتديها السكان في البلدان العربية، ويُعد جزءًا مهمًا من الهوية الثقافية والاجتماعية في العالم العربي. يتسم هذا الزي بتنوعه الجغرافي، وتعدد أنماطه، وتطوره عبر العصور، وهو يعكس مزيجًا من العادات القبلية، المؤثرات الدينية، والعوامل المناخية والاقتصادية.
يُعد الزيّ العربي أحد مظاهر التعبير عن الهوية الثقافية في المجتمعات العربية، وقد تطوّر اللباس التقليدي عند العرب فيسياق تاريخي طويل، بدءًا من العصر الجاهلي وما قبله، ومرورًا بالعصور الإسلامية المختلفة، ووصولًا إلى العصر الحديث.
يتميّز الزيّ العربي التقليدي ـ سواء في بيئات البدو أو الحضر ـ بعدد من السمات المشتركة، أبرزها: الفضفاضية، والتغطية الكاملة للجسد، واستخدام الأقمشة الطبيعية كالقطن والصوف والكتّان. ومع ذلك، تختلف أنماط الأزياء بين منطقة وأخرى، ويظهر هذا التباين بوضوح في تفاصيل اللباس وألوانه وزخارفه، ففي حين تنتشر العباءة والدشداشة في المشرق، تتميّز بلدان المغرب بلباس الجلباب والقفطان والبرنوس، مع تنويعات محلية عديدة في الريف والبادية والمدن الكبرى.
مع دخول العصر الحديث، ولا سيما في ظل الهيمنة الغربية منذ القرن التاسع عشر، بدأت أنماط اللباس تتغيّر تدريجيًّا في المدن العربية الكبرى، حيث أخذت الأزياء الغربية تحل محل الأزياء التقليدية في الحياة اليومية، وبقي اللباس التقليدي حاضرًا بوصفه رمزًا ثقافيًّا يُستعاد في السياقات الرسمية والمناسبات الخاصة، كما شهد إحياءً واسعًا في العقود الأخيرة ضمن تيارات الهوية الثقافية والموضة التراثية. في بعض الأوساط الاجتماعية، يُعتبر أن الملابس التقليدية لا تتماشى مع الحداثة و العولمة، والذي يحد من خيارات الفرد في اختيار ملابسهم بحرية. في بعض البلدان، تقتصر الملابس التقليدية على المناسبات الدينية أو الثقافية، بينما الأزياء الغربية هي التي تسود في الحياة اليومية.

## التاريخ

### العصر الجاهلي
في العصر الجاهلي، كانت بيئة شبه الجزيرة العربية الصحراوية تفرض على أهلها نمط حياة قاسيًا، ما انعكس على نمط اللباس الذي كان يتميز بالبساطة والعملية.
- الرجال في العصر الجاهلي كانوا يرتدون ملابس بسيطة مثل الرداء أو المئزر، وهي ملابس فضفاضة مصنوعة من الصوف أو الكتان، تهدف إلى حماية الجسم من حر الشمس وبرودة الليل. كما كانت العمامة جزءًا أساسيًا من اللباس، وتُستخدم للحماية من الشمس الشديدة.
- النساء ارتدين ملابس فضفاضة تغطي الجسد بشكل كامل، وكان الحجاب أو البرقع جزءًا من لباسهن التقليدي، ويعكس اهتمام المجتمعات الجاهلية بالحشمة والستر.
- الزينة كانت سمة بارزة لدى النساء في ذلك الوقت، حيث استخدمن الحناء لتزيين أيديهن وقدميهن، كما ارتدين الأساور و الخواتم المصنوعة من الذهب والفضة.[6][7]

### العصر النبوي والراشدي
مع ظهور الإسلام في القرن السابع الميلادي، بدأ اللباس العربي في التحول ليعكس المبادئ الإسلامية التي تشجع على البساطة والاحتشام. تأثرت الملابس العربية بتعاليم الشريعة الإسلامية، التي دعت إلى ستر العورة وتجنب التفاخر والتباهي في الملبس.
- الرجال ارتدوا العباءة أو الجبة، وهي ملابس طويلة فضفاضة تعكس الحشمة والاحتشام. كما استمرت العمامة كعنصر أساسي في اللباس الرجالي، وأصبحت الطيلسان رداءً مميزًا في بعض العصور.
- النساء ارتدين ملابس فضفاضة طويلة تغطي أجسادهن بالكامل مع تغطية الرأس في العديد من الأحيان، وذلك احترامًا للتعاليم الإسلامية التي تشجع على ستر المرأة. كما أصبحت العباءة و الحجاب من سمات اللباس النسائي في العديد من المناطق.[8][9][10]

### العصر الأموي والعباسي
مع اتساع حدود الدولة الإسلامية في العصر الأموي والعباسي، تأثرت الملابس العربية بالثقافات الفارسية والرومانية والهندية. وقد انعكس ذلك في أنماط اللباس التي أصبحت أكثر تنوعًا وزخرفة.
- في العصر الأموي، ارتدى الرجال الطيلسان والملابس المزخرفة، واستخدموا الأقمشة الفاخرة مثل الحرير وال مخمل. وكانت الملابس تعكس مكانة الفرد الاجتماعية.
- في العصر العباسي، ارتدت النساء ملابس فاخرة مصنوعة من أقمشة مثل الحرير والتطريزات الدقيقة. كما كانت الخرز و المجوهرات جزءًا من الزينة اليومية.[11][12]

### العصر العثماني
شهد العصر العثماني في المنطقة العربية (من القرن الخامس عشر حتى أوائل القرن العشرين) تأثيرات كبيرة من الإمبراطورية العثمانية. كان اللباس العثماني يمزج بين التأثيرات الإسلامية والبيزنطية والفارسية،  أدى ذلك إلى تنوع كبير في الأزياء.
- الرجال استمروا في ارتداء العمامة العثمانية الشهيرة، والطربوش، بينما ارتدت النساء الفساتين الطويلة المزخرفة، وكانوا يفضلون الأقمشة الفاخرة مثل الحرير والمخمل.
- في هذا العصر، كانت الملابس تشير إلى الوضع الاجتماعي والسياسي، حيث كانت الطبقات العليا ترتدي ملابس مزخرفة بألوان فاخرة والذهب.[13][14]

### العصر الحديث
مع بدء عصر الاستعمار في القرن التاسع عشر والعشرين، تأثر اللباس العربي بالموضة الغربية، خاصة في المدن الكبرى مثل دمشق و بيروت و القاهرة. تحول اللباس في هذه الفترة ليشمل المزيد من الملابس الغربية مثل البدلات و القمصان.
- الرجال في المدن الكبرى بدأوا في ارتداء الملابس الغربية مثل البدلات الرسمية و القمصان، لكن اللباس التقليدي العربي بقي حاضرًا في المناسبات الخاصة والاحتفالات.
- النساء، خاصة في الدول العربية التي شهدت تأثيرًا من الثقافة الغربية مثل مصر و لبنان، بدأن في ارتداء الفساتين الغربية العصرية، في حين أن بعض المناطق مثل الخليج العربي استمرت في ارتداء العباءة.
- في العصر الحديث، لا يزال الحجاب جزءًا مهمًا من اللباس النسائي في  البلدان الإسلامية. كما أن العديد من الشعوب العربية حافظت على اللباس التقليدي في مناسبات خاصة مثل الأعراس والمناسبات الدينية.[15][16]

### اللباس المعاصر والموروث الثقافي
اليوم، لا يزال اللباس العربي التقليدي يشكل جزءًا أساسيًا من الهوية الثقافية للمجتمعات العربية، على الرغم من تأثير العولمة والموضة الغربية. في العديد من البلدان، يُرتدى اللباس التقليدي في المناسبات الاجتماعية والدينية، مثل العباءة و الدشداشة في الخليج العربي، و القفطان في المغرب. في الوقت ذاته، تُستورد الأزياء الغربية وتنتشر بين الشباب في المدن.

## التنوع الإقليمي

#### شبه الجزيرة العربية
يتميز الزي التقليدي للرجال في الجزيرة العربية بـ«الثوب» أو «الدشداشة»، مع «الغترة» أو «الشماغ» و«العقال»، في حين ترتدي النساء «العباءة» و«النقاب» أو «الشيلة». وتصنع هذه الملابس غالبًا من أقمشة خفيفة تناسب المناخ الصحراوي.

#### بلاد الشام والعراق
يرتدي الرجال «القميص» أو «الدماية» و«السروال»، مع الكوفية أو الحطة والعقال. أما النساء، فيرتدين فساتين مطرزة تعرف بـ«الثوب» أو «الجلابية»، وتختلف الزخارف حسب المنطقة والقبيلة.

#### بلاد المغرب
في المغرب العربي، يتميز الزي التقليدي بـ«الجلابة» و«القفطان» للنساء، و«البرنس» و«الجبادور» للرجال. وتشتهر الأزياء المغربية بتنوعها وألوانها الزاهية وزخرفتها الدقيقة.

#### بلاد النيل
يُعرف الزي المصري التقليدي بـ«الجلابية»، وهي ملابس واسعة الأكمام تُلبس من قبل الرجال والنساء، بينما يتميز الزي السوداني التقليدي لدى النساء بـ«الثوب السوداني»، وهو قطعة قماش تلفّ حول الجسم بطريقة أنيقة.

### القرن الأفريقي
يُعد الماكوي من أبرز الأزياء التقليدية في القرن الأفريقي. هو ثوب طويل يفضله الرجال والنساء، ويُصنع غالباً من القطن أو الأقمشة الخفيفة لمواكبة المناخ الحار والجاف. وترتدي النساء الملحفة وهي قطعة قماش تُلف حول جسم المرأة وتُغطي الرأس، وتستخدم بشكل واسع في المناطق الريفية. 

## أبرز القطع

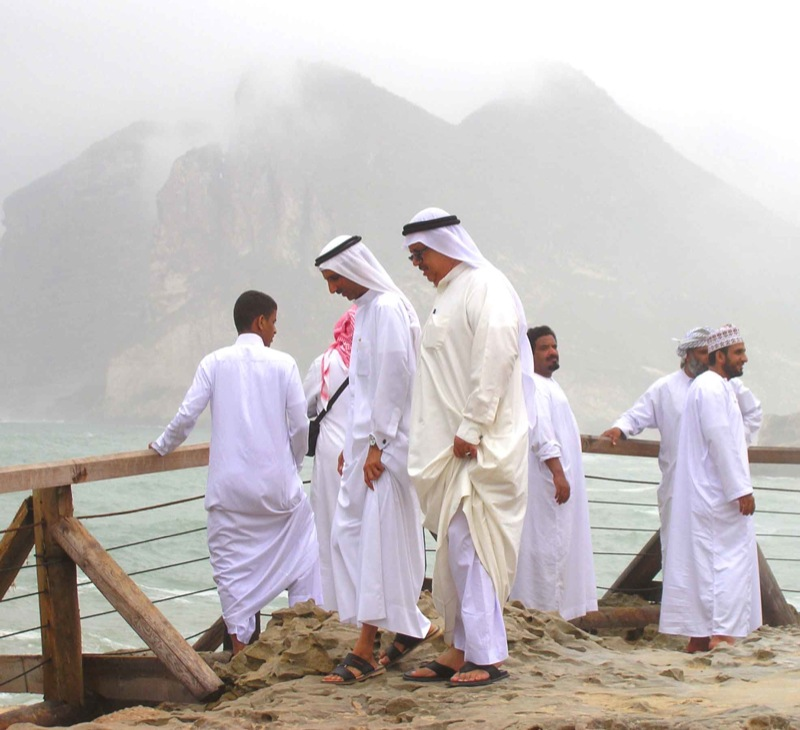
رجال يلبسون «أثواباً».

### الثوب
قد يُلبس الثوب خاليا أو مع البشت. والثوب رداء أبيض طويل ذو أكمام طويلة عادة ما يكون أبيض لكن هناك ألوان أخرى مثل الأسود في الشتاء والسكري وغيرها. لا يُلبس الثوب خاليا فيجب لبس سروال أبيض (يُسمى في السعودية سروال السُنّة) أو يُلبَس وِزار (إزار) وبلوزة بيضاء تسمى عادةً بالفانيلا ثم يوضع الثوب.

### الغترة والشماغ

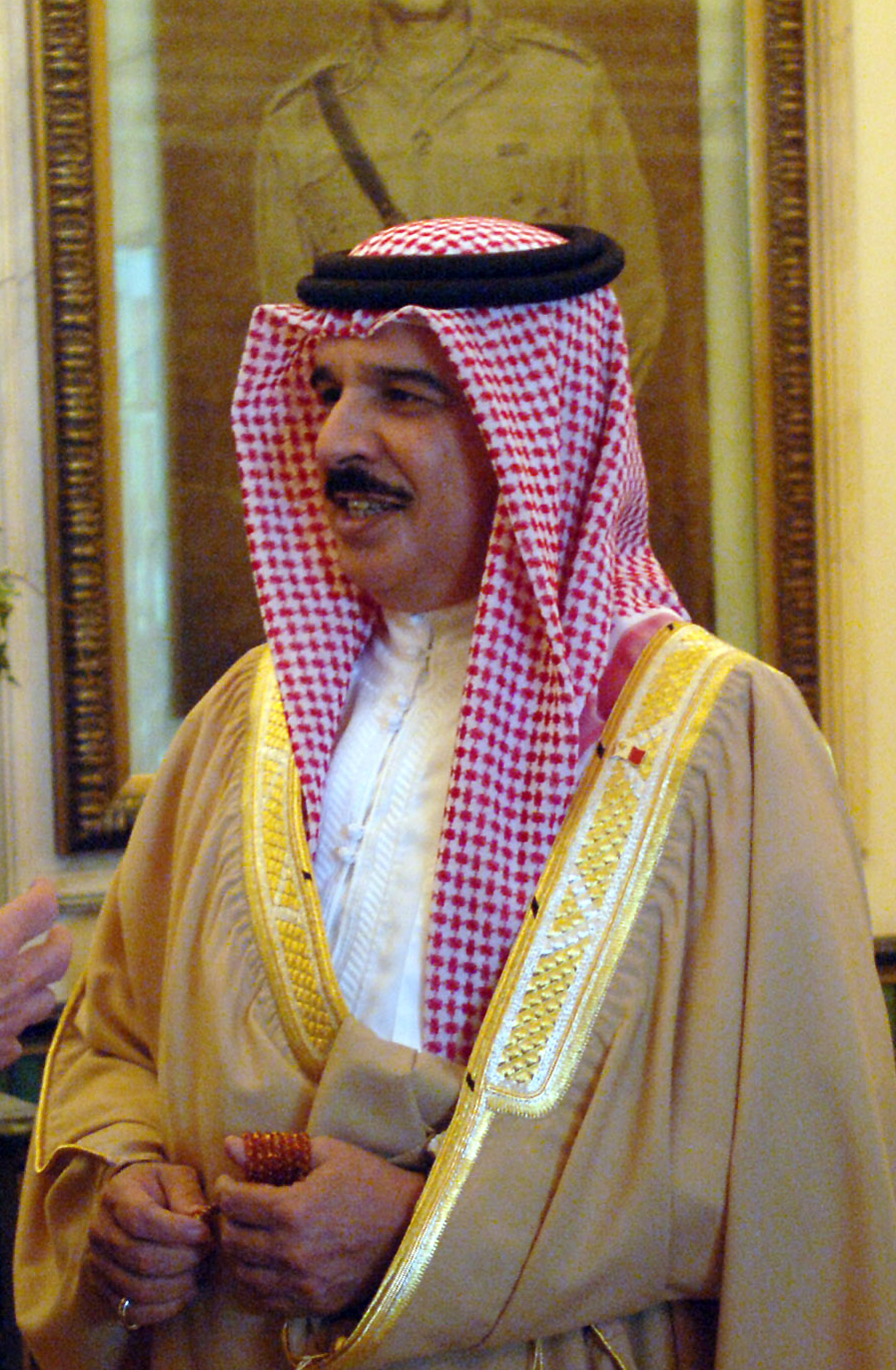
الملك حمد بن عيسى آل خليفة لابساً شماغاً أحمر.

الغترة وشاح طويل أبيض يوضع على الرأس خاليا أو مع العقال ويضعه خاليا أكثرهم شيوخ وعلماء الدين أو نهّامين البحر (غناء يواكب سير العمل في السفينة ) وهناك نوعان: البيضاء والحمراء التي تُسمى «الشماغ» وهي ليست حمراء لكن منقطة بالأحمر.
طريقة وضع الغترة والشماغ تسمى «نسفة» أو «تشخيصة» التي كثير من الرجال ما يتفننون بها ومن أشهرها النسفة الإماراتية دون العقال «الحمدانية» والنسفة السعودية «بنت البكار».

### العقال
وهو حلقة سوداء توضع فوق الغترة والشماغ ولا توضع خالية. ولا يلبس العلماء في السعودية العقال.

### البشت
هو معطف ضخم طويل يوضع فوق الثوب يضعه الملوك عادة ويوضع في المناسبات الكبيرة مثلا في الأعراس أو في صلاة الجمعة وهناك لونان أساسيان للبشت الأسود والبني ولونان ثانويان: البطيخي والأبيض. والبشت في أطرافه شريط أصفر يمتد إلى نهاية أطرافه هذا الشريط يجمل البشت.

### العمامة
الدول الخليجية التي ينتشر فيها العمامة  بدلا من الغترة هي سلطنة عمان والإمارات العربية المتحدة وتشتهر اليمن بها أيضا. كما يوجد من يلبس العمامة في المدن الحجازية: مكة والمدينة المنورة وجدة ويسميها أهل مكة بالإبانة. يُقال أيضا أن الإبانة ليست من لبس أهل الحجاز الأصلي.

## تحديات وانتقادات
- الجمود التصميمي وعدم مواكبة العصر: يشير عدد من الباحثين في مجال الثقافة المادية إلى أن العديد من الأزياء التقليدية العربية حافظت على أشكالها وقوالبها لقرون دون تغييرات جوهرية في التصميم، مما جعلها تُنتقد بوصفها غير قادرة على التكيف مع الحياة العصرية أو التعبير عن الفردانية في المجتمعات الحديثة.[33]
- صعوبة الاستخدام اليومي: تُنتقد بعض الأزياء العربية التقليدية بأنها غير عملية في الحياة اليومية المعاصرة، حيث يصعب ارتداؤها في أماكن العمل أو المؤسسات التعليمية، خاصة بسبب ثقل الأقمشة، كثرة الطبقات، أو عدم التناسب مع متطلبات الحركة والتنقل.[34]
- التمييز الطبقي والرمزية الاجتماعية: في بعض المجتمعات العربية، ارتبط الزي التقليدي بوظائف رمزية تتجاوز الغرض العملي أو الجمالي، ليؤدي دورًا في ترسيخ الفوارق الطبقية والاجتماعية. وهو ما انتقده عدد من الباحثين بوصفه يعيد إنتاج الفوارق الاجتماعية عبر الثقافة المادية. في المقابل، حاولت حركات تحديثية ونقدية إعادة التفكير في هذه الرموز، والدعوة إلى دمج المظهر التقليدي بأبعاد وظيفية ومساواتية تتجاوز رمزية التميز الطبقي.[35]
- ضعف الترويج العالمي والتأثير المحدود: رغم وجود إرث غني ومتنوّع من الأزياء العربية، إلا أن حضورها في المنصات العالمية مثل أسبوع الموضة في باريس أو ميلانو لا يزال محدودًا.[36]
- الخلط بين الدين والعرف: كثير من الأزياء التي يُنظر إليها على أنها «أزياء إسلامية» ليست سوى تمثيلات ثقافية محلية، ما يثير إشكالية الخلط بين الديني والاجتماعي.[37]

## مقارنة بين الأزياء التقليدية العربية
| المنطقة         | البلد     | الزي الرجالي                                          | الزي النسائي                                          | الخامات المستخدمة             | الألوان                            | الدلالات الثقافية                                     |
| --------------- | --------- | ----------------------------------------------------- | ----------------------------------------------------- | ----------------------------- | ---------------------------------- | ----------------------------------------------------- |
| الجزيرة العربية | اليمن     | جزمة (ثوب طويل)، المعوز (سروال تقليدي)، البشت، العقال | المريلة أو الحوايا (ثوب طويل فضفاض)، البرقع أو الشيلة | قطن، صوف، حرير، تفصيلات محلية | داكنة (أسود، بني، أخضر)، تطريزات   | يعكس التنوع الثقافي بين مناطق اليمن                   |
| الجزيرة العربية | السعودية  | الدشداشة (ثوب طويل)، الغترة، الشماغ، العقال           | العباءة، النقاب أو الشيلة                             | أقمشة خفيفة مثل القطن والكتان | أبيض (للرجال)، أسود للنساء         | تعبير عن الهوية الخليجية والعشائرية                   |
| الجزيرة العربية | الإمارات  | الكندورة، الغترة، الشماغ، العقال                      | العباءة، الشيلة                                       | قطن، حرير، أقمشة خفيفة        | أبيض (للرجال)، أسود أو ملون للنساء | زي يعكس الفخر بالهوية الإماراتية                      |
| الجزيرة العربية | الكويت    | الدشداشة، الغترة، الشماغ، العقال                      | العباءة، الشيلة                                       | قطن، حرير، أقمشة خفيفة        | أبيض (للرجال)، أسود أو ملون للنساء | تأثيرات تقليدية خليجية ومؤثرات حديثة                  |
| الجزيرة العربية | قطر       | الدشداشة، الغترة، الشماغ، العقال                      | العباءة، الشيلة                                       | أقمشة خفيفة مثل القطن والكتان | أبيض (للرجال)، أسود للنساء         | يعكس الهوية القطرية ويعزز التقاليد القديمة            |
| الجزيرة العربية | البحرين   | الثوب، الغترة، الشماغ، العقال                         | العباءة، الشيلة                                       | قطن، أقمشة خفيفة              | أبيض (للرجال)، أسود للنساء         | يرتبط بالثقافة البحرينية والتقاليد العائلية           |
| الجزيرة العربية | عمان      | الدشداشة، الغترة، العقال                              | العباءة، الشيلة                                       | قطن، أقمشة محلية              | أبيض (للرجال)، أسود للنساء         | يعكس الهوية العمانية ويمثل التقاليد الصحراوية         |
| بلاد الشام      | لبنان     | القميص الطويل، السروال، الكوفية                       | الثوب اللبناني، الشيلة                                | قطن، صوف، أقمشة فاخرة         | ألوان دافئة وزخارف دقيقة           | تأثيرات ثقافية وتقاليد متجددة في الأزياء              |
| بلاد الشام      | سوريا     | الدشداشة، الكوفية، العقال                             | الثوب الشامي، الجلابية                                | قطن، أقمشة محلية              | ألوان هادئة وزخارف                 | جزء من التراث السوري التقليدي والمناسبات الرسمية      |
| بلاد الشام      | الأردن    | الدشداشة، الكوفية، العقال                             | الثوب الأردني، الشيلة                                 | قطن، أقمشة محلية              | ألوان معتدلة مع تطريزات            | يعكس الهوية الأردنية والتقاليد البدوية                |
| بلاد الشام      | فلسطين    | الكوفية، القميص الطويل، السروال                       | الثوب الفلسطيني، الكوفية                              | قطن، صوف، حرير                | ألوان معتدلة، تطريز فلسطيني        | يعكس التراث الفلسطيني والتقاليد العريقة               |
| بلاد المغرب     | المغرب    | الجلابية، الجبادور، الطربوش                           | القفطان، التكشيطة، الجلابية                           | قطن، حرير، مخمل               | ألوان زاهية، زخارف دقيقة           | تأثيرات أمازيغية وعربية، وتقاليد مغربية قديمة         |
| بلاد المغرب     | الجزائر   | الجلابية، القفطان، العمامة                            | القفطان، الدرعة، الشاشية                              | قطن، صوف، حرير                | ألوان زاهية وزخارف دقيقة           | زي أمازيغي في بعض المناطق وتأثيرات عربية              |
| بلاد المغرب     | تونس      | الجلابية، السروال، الطربوش                            | القفطان، الدرعة، الشاشية                              | قطن، صوف، أقمشة محلية         | ألوان دافئة، تطريزات زخرفية        | تعكس الهوية التونسية التقليدية                        |
| بلاد المغرب     | موريتانيا | الجلابية، السروال، الطربوش                            | الزي الموريتاني التقليدي، الشيلة                      | قطن، صوف، أقمشة محلية         | ألوان زاهية ومزخرفة                | ثقافة صحراوية وحرفية في الملابس                       |
| بلاد المغرب     | ليبيا     | الجلباب، العمامة، الحزام                              | الملحفة، الحجاب                                       | قطن، صوف، أقمشة ثقيلة         | ألوان دافئة، مزخرفة                | يعكس الهوية الليبية التقليدية، تأثيرات ثقافية صحراوية |
| بلاد النيل      | مصر       | الجلابية، الطربوش، العقال (للرجال في بعض المناطق)     | العباءة، الثوب المصري التقليدي، الشيلة                | قطن، صوف، أقمشة محلية         | ألوان فاتحة، تطريزات متوسطة        | جزء من الحياة اليومية، وخاصة في الريف                 |
| بلاد النيل      | السودان   | الجلابية، العقال، الطربوش                             | الثوب السوداني، الجلابية                              | قطن، صوف                      | ألوان هادئة ومزخرفة                | تأثيرات ثقافية سودانية في الملابس اليومية والمناسبات  |
| بلاد الرافدين   | العراق    | العباءة (ثوب طويل)، الدشداشة، العقال، الكوفية         | التنورة والشيلة، العباءة، البرقع                      | قطن، صوف، أقمشة مزخرفة        | داكنة، مع تطريزات                  | يعكس الهوية العراقية التقليدية والموروث الثقافي       |
| القرن الأفريقي  | الصومال   | الماكوي (ثوب طويل)، الشال، الطاقية                    | الماكوي (ثوب طويل)، الملحفة                           | قطن، أقمشة خفيفة              | ألوان بسيطة (أبيض، أسود)           | يعكس البساطة والعملية في الحياة اليومية               |
| القرن الأفريقي  | جيبوتي    | الماكوي (ثوب طويل)، الشال                             | الماكوي (ثوب طويل)، الشال                             | قطن، أقمشة خفيفة              | ألوان فاتحة                        | يعكس البساطة والعملية، تأثيرات عربية وإفريقية         |
| القرن الأفريقي  | جزر القمر | الماكوي (ثوب طويل)، الشيشية                           | الماكوي، الملحفة                                      | قطن، أقمشة خفيفة              | ألوان دافئة                        | تأثيرات عربية وأفريقية، تبني الهوية المحلية           |